# Dinah (Lied)
Dinah ist ein Popsong, den Harry Akst (Musik) und Sam M. Lewis und Joe Young (Text) verfassten und 1924 veröffentlichten. Er wurde durch zahllose Coverversionen zu einem viel gespielten Jazzstandard.

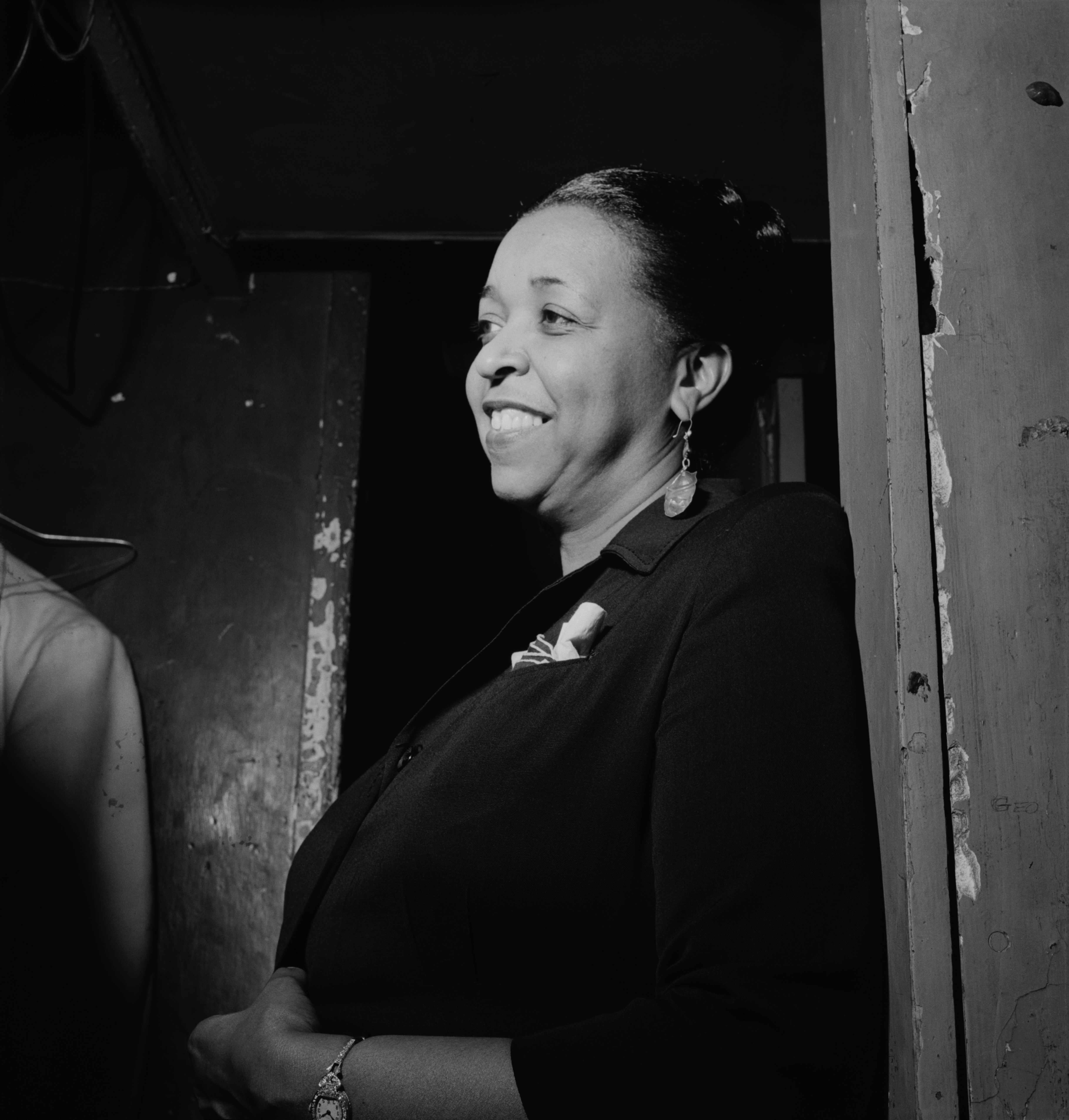
Ethel Waters (zw. 1938 und 1948)
(Ausschnitt aus einem Foto von William P. Gottlieb)

## Entstehungsgeschichte
Harry Akst hatte mit dem Liedtexter-Team Lewis/Young eine Reihe von Songs für die Show im New Yorker Plantation Club geschrieben, darunter befand sich auch Dinah. Eddie Cantor hatte die Hauptrolle in dem Florenz Ziegfeld Musical Kid Boots, das am 31. Dezember 1923 am New Yorker Broadway Premiere hatte. Die Musik für diese Show stammte von Harry Tierney und Joe McCarthy; während der Aufführungen wurde schließlich noch der Song Dinah von Sam M. Lewis, Joe Young und Harry in das Finale aufgenommen, gesungen von Eddie Cantor. Das Lied wurde zum Erfolgstitel der Show. Um diese Zeit hatte Ethel Waters als Nachfolgerin von Florence Mills ein Engagement im Plantation Club und damit ihre Gesangskarriere begründet, einer ihrer ersten Hits war der Popsong Dinah, den sie in der Revue Kid Boots vorstellte. Später sang Waters den Song auch in den Revuen Africana (1927) und  Blackbirds of 1930.

## Songstruktur
Melodisch und harmonisch ist der in G-Dur bzw. As-Dur geschriebene Song (in der Form AA'BA) relativ einfach; im A-Abschnitt des Refrains umreißen lediglich fünf Noten den Umfang einer Oktave.

## Erste Aufnahmen
Zu den ersten Musikern, die den Song ab 1925 aufnahmen, gehörten Ethel Waters (Columbia), Eddie Cantor, Louis Armstrong, Cliff Edwards (Pathé), Clarence Williams (Okeh) und Fletcher Henderson (Vocalion), Jean Goldkette (Victor), Lucille Hegamin (Cameo), in Berlin Efim Schachmeister, Bernard Etté, Julian Fuhs und das Truso Dance Orchestra. In die US-Charts kamen die Versionen von Ethel Waters (1926, #2), The Revelers (1926, #4), Cliff Edwards (1926, #5), Fletcher Henderson (1926, #13) und Ted Lewis and His Orchestra (1930, #13).

## Spätere Coverversionen
1932 kamen Bing Crosby und The Mills Brothers mit Dinah an die Spitze der US-Charts; erfolgreich in den Hitparaden waren auch die Versionen von The Mills Brothers (1932), The Boswell Sisters (1935, #3), Fats Waller (19366, #7) sowie Sam Donahue and His Orchestra (1946, #9).; Dinah Shore machte den Song mit mehreren Einspielungen zu ihrer Erkennungsmelodie. Der Diskograf Tom Lord listet im Bereich des Jazz insgesamt 669 (Stand 2015) Coverversionen; hervorzuheben die Aufnahmen von Louis Armstrong, Bing Crosby, Django Reinhardt, Benny Goodman, Pee Wee Russell, Thelonious Monk, Jimmy Rushing und Doc Cheatham/Nicholas Payton (1997).
Der Song fand auch Verwendung in mehreren Spielfilmen: Bing Crosby sang ihn in Big Broadcast (1932), Jeannette Macdonald in Rose Marie (1936), George Raft und Janet Blair in Broadway (1942) und Eddie Cantor, George Murphy, Constance Moore und Joan Davis in Show Business (1944).